# 4690 Strasbourg
För andra betydelser, se Strasburg (olika betydelser).
4690 Strasbourg eller 1983 AJ är en asteroid i huvudbältet som upptäcktes den 9 januari 1983 av den amerikanske astronomen Brian A. Skiff vid Anderson Mesa Station. Den är uppkallad efter den franska staden Strasbourg.
Asteroiden har en diameter på ungefär 3 kilometer och den tillhör asteroidgruppen Hungaria.